# Abborrtjärnarna (Särna socken, Dalarna, 685528-136344)
Abborrtjärnarna är en sjö i Älvdalens kommun i Dalarna och ingår i Dalälvens huvudavrinningsområde.